# Gräberfeld von Bruadungen

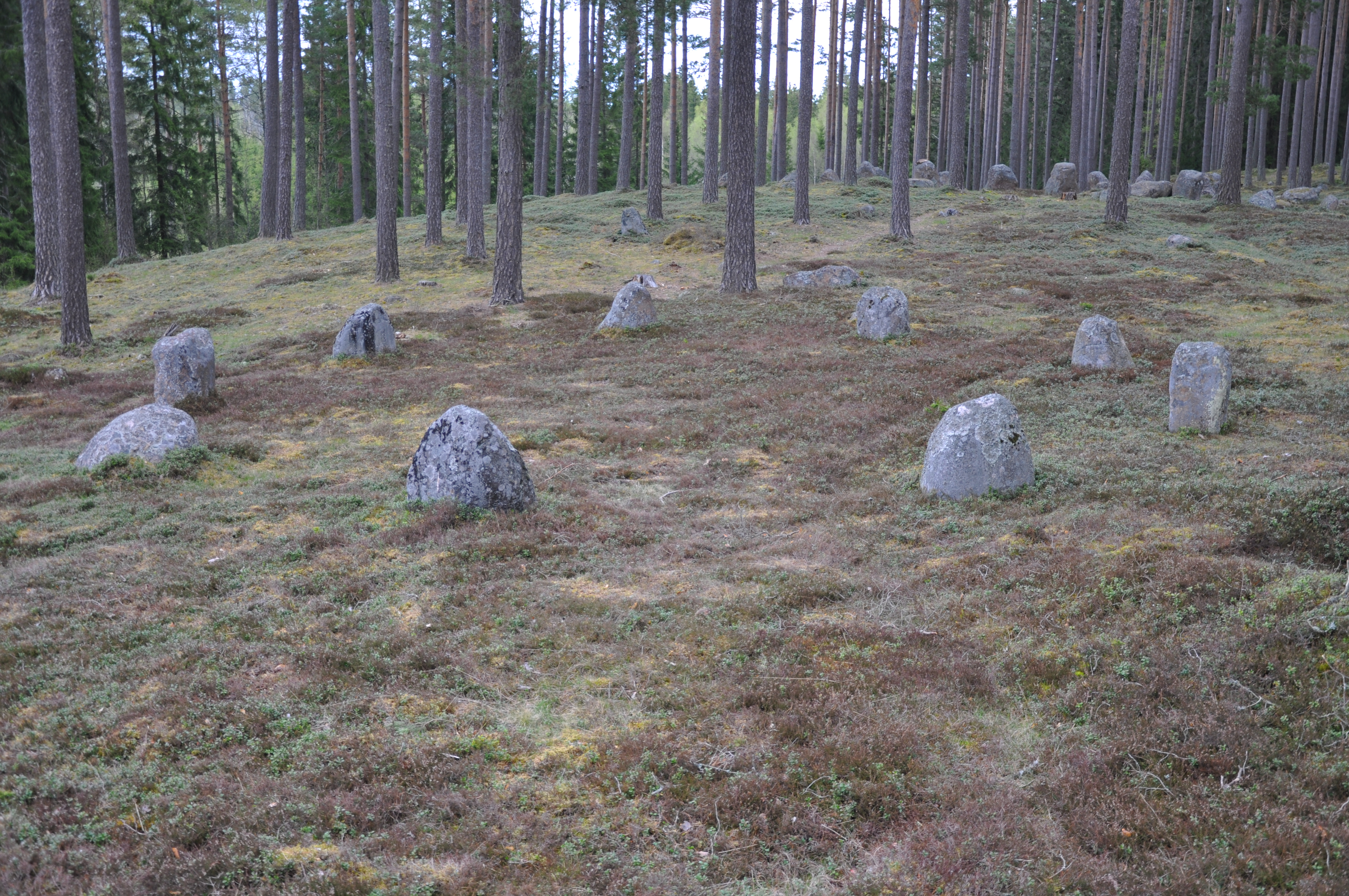
Richterring

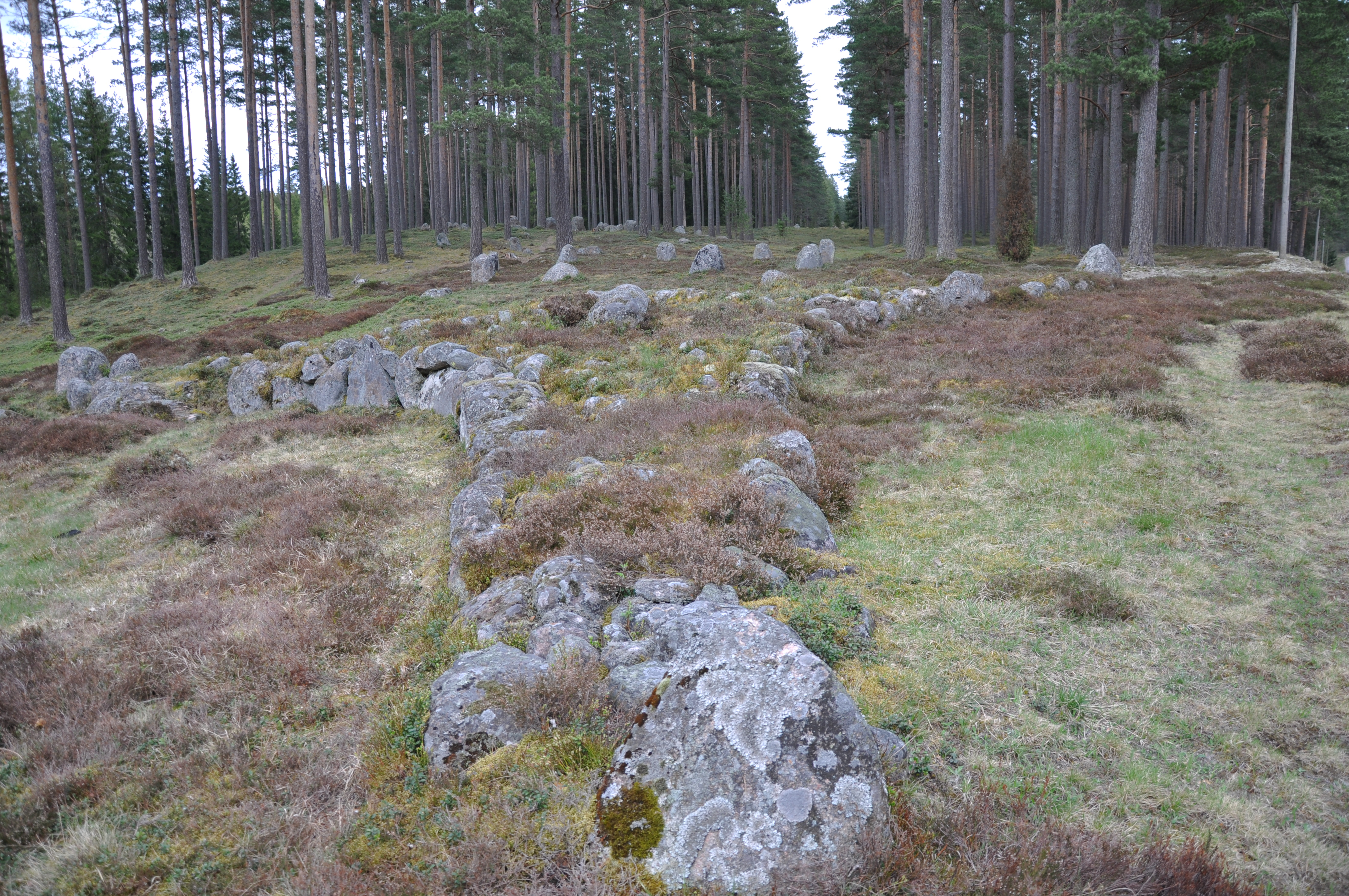
Treudd

Das Gräberfeld von Bruadungen (auch Flisbys gravfält) bei Aneby in der Gemeinde Nässjö in Jönköpings län in Småland in Schweden stammt aus der germanischen Eisenzeit (0–400 n. Chr.) Das Gräberfeld liegt in einem Kiefernwäldchen in der Nähe der Landstraße. 
Ein großer Treudd, eine dreiarmige Steinsetzung mit konkaven Seiten, liegt am Waldrand. Tiefer im Wald gibt es etwa 40 Steinsetzungen, vor allem in Form von Domarringen (deutsch „Richterringen“) und 20 Bautasteine. 